# مارغوت فرانك
مارغوت فرانك (بالهولندية: Margot Frank)‏ (و. 1926 – 1945 م) هي تلميذة، من مملكة هولندا، ولدت في فرانكفورت، توفيت عن عمر يناهز 19 عاماً، بسبب كالسيوم.